# Baltazar Wilksycki
Baltazar Wilksycki (ur. 1 stycznia 1658, zm. 2 marca 1729 w Poznaniu) – polski duchowny rzymskokatolicki, biskup pomocniczy poznański.

## Życiorys
25 kwietnia 1690 otrzymał święcenia diakonatu, a 29 kwietnia 1690 prezbiteriatu.
12 kwietnia 1728 papież Benedykt XIII prekonizował go biskupem pomocniczym poznańskim oraz biskupem in partibus infidelium eucarpieńskim. 10 października 1728 w katedrze Świętych Apostołów Piotra i Pawła w Poznaniu przyjął sakrę biskupią z rąk biskupa poznańskiego Jana Joachima Tarły. Współkonsekratorami byli biskup pomocniczy gnieźnieński Franciszek Józef Kraszkowski oraz biskup in partibus infidelium cambysopolitański Łukasz Krzysztof Wielewiejski.